# Jörg Jaksche
Jörg Armin Jaksche (Fürth, 23 de julio de 1976) es un ciclista alemán.

## Biografía
Profesional desde 1997. En 2007 confesó su relación con la trama de dopaje de Eufemiano Fuentes.

## Palmarés
2004
- Tour del Mediterráneo, más 1 etapa
- París-Niza, más 1 etapa

2007
- Circuito de Lorena, más 1 etapa

## Resultados en Grandes Vueltas y Campeonatos del Mundo
| Carrera         | Carrera         | 1997 | 1998 | 1999 | 2000 | 2001 | 2002 | 2003  | 2004 | 2005 | 2006 | 2007 |
| --------------- | --------------- | ---- | ---- | ---- | ---- | ---- | ---- | ----- | ---- | ---- | ---- | ---- |
|                 | Giro de Italia  | —    | —    | —    | —    | —    | —    | —     | —    | —    | —    | —    |
|                 | Tour de Francia | —    | 18.º | 80.º | —    | 29.º | 31.º | 17.º  | —    | 16.º | —    | —    |
|                 | Vuelta a España | —    | —    | 35.º | —    | 73.º | Ab.  | 129.º | 44.º | —    | —    | —    |
| Mundial en Ruta | Mundial en Ruta | 84.º | —    | Ab.  | —    | Ab.  | —    | —     | —    | 91.º | —    | —    |

―: no participa
Ab.: abandono

## Equipos

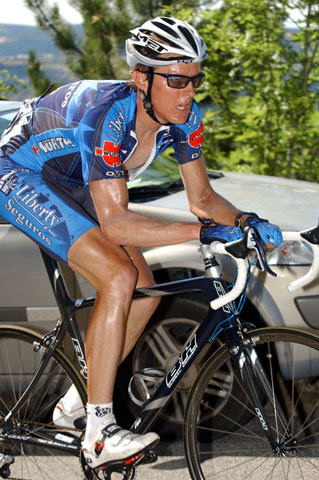
Jaksche con el maillot del Liberty Seguros-Würth

- Polti (1997-1999)
- Telekom (1999-2000)
- ONCE (2001-2003)
- Team CSC (2004)
- Liberty Seguros (2005-2006)
- Tinkoff Credit Systems (2007)
- Cinelli (2009)[3]